# Mobiel medisch team

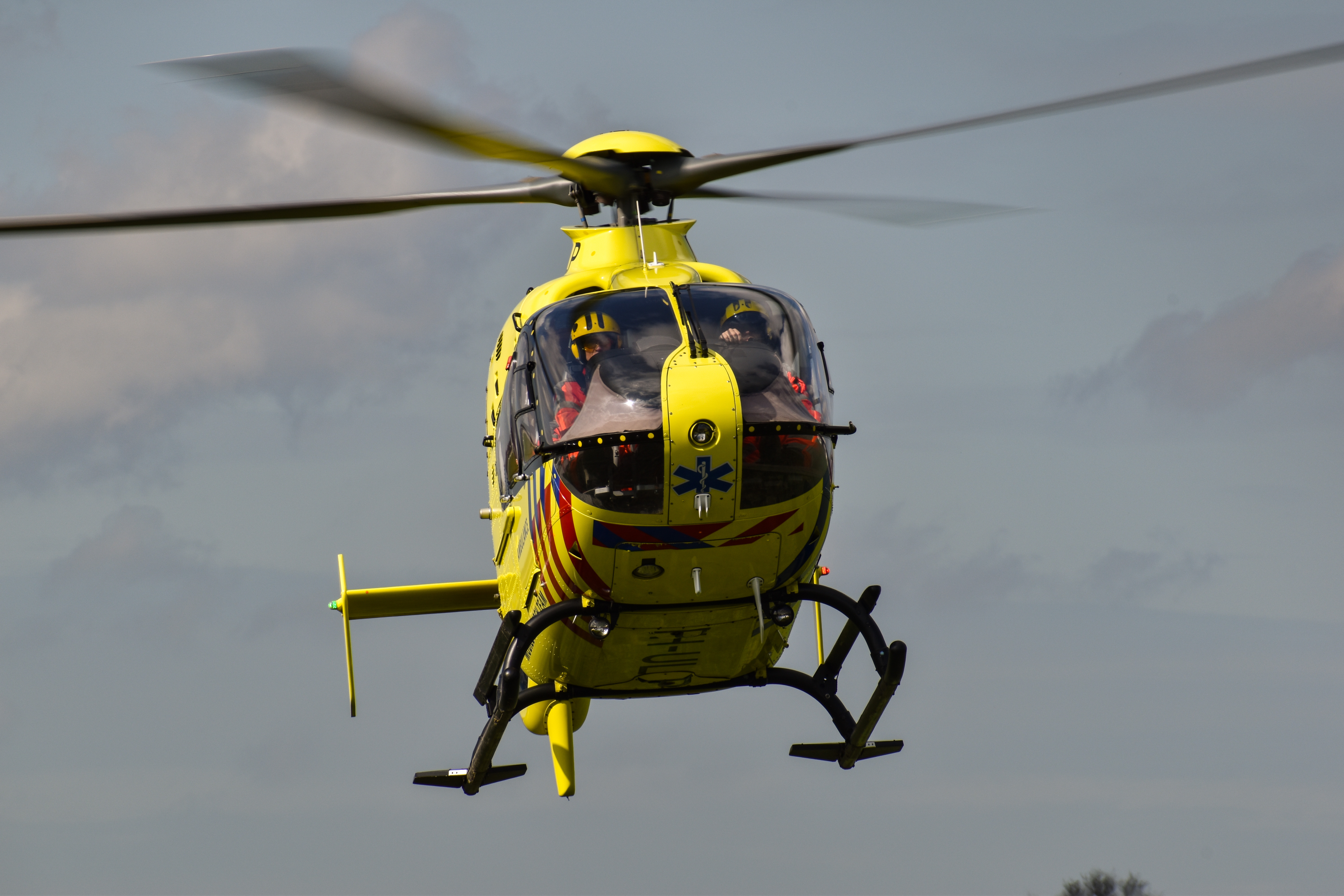
Eurocopter EC-135

Een mobiel medisch team (MMT) is in Nederland een team bestaande uit een drietal personen, inzetbaar om snel medische bijstand te verlenen. Een MMT werkt vanuit een van de tien traumacentra in Nederland. Van deze centra hebben er vier de beschikking over een heli-MMT; ook wel lifeliner genoemd. Binnen het grootschalige geneeskundige bijstand-model (GGB) kunnen een of twee MMTs, heli en/of grond gebonden, worden ingezet. De helikopter wordt primair gebruikt voor vervoer van het team; patiënten worden alleen per heli vervoerd als dit een duidelijke tijdwinst oplevert ten opzichte van vervoer over de weg, bijvoorbeeld als een slachtoffer zich bevindt op een plek waar een ambulance niet kan komen.
Het team bestaat uit een trauma-arts (anesthesioloog, intensivist of traumachirurg), een verpleegkundige en een chauffeur of piloot. De arts is, naast de opleiding tot specialist, getraind om medisch specialistische hulp te verlenen buiten het ziekenhuis in sterk uiteenlopende omstandigheden. De verpleegkundige heeft een speciale lucht-navigatieopleiding gehad om de piloot onderweg te kunnen assisteren. Op deze manier hoeven meer uitgebreide behandelingen, zoals die alleen in een ziekenhuis gegeven kunnen worden, niet pas in het ziekenhuis gestart te worden.

## Functieverdeling bij een mobiel medisch team

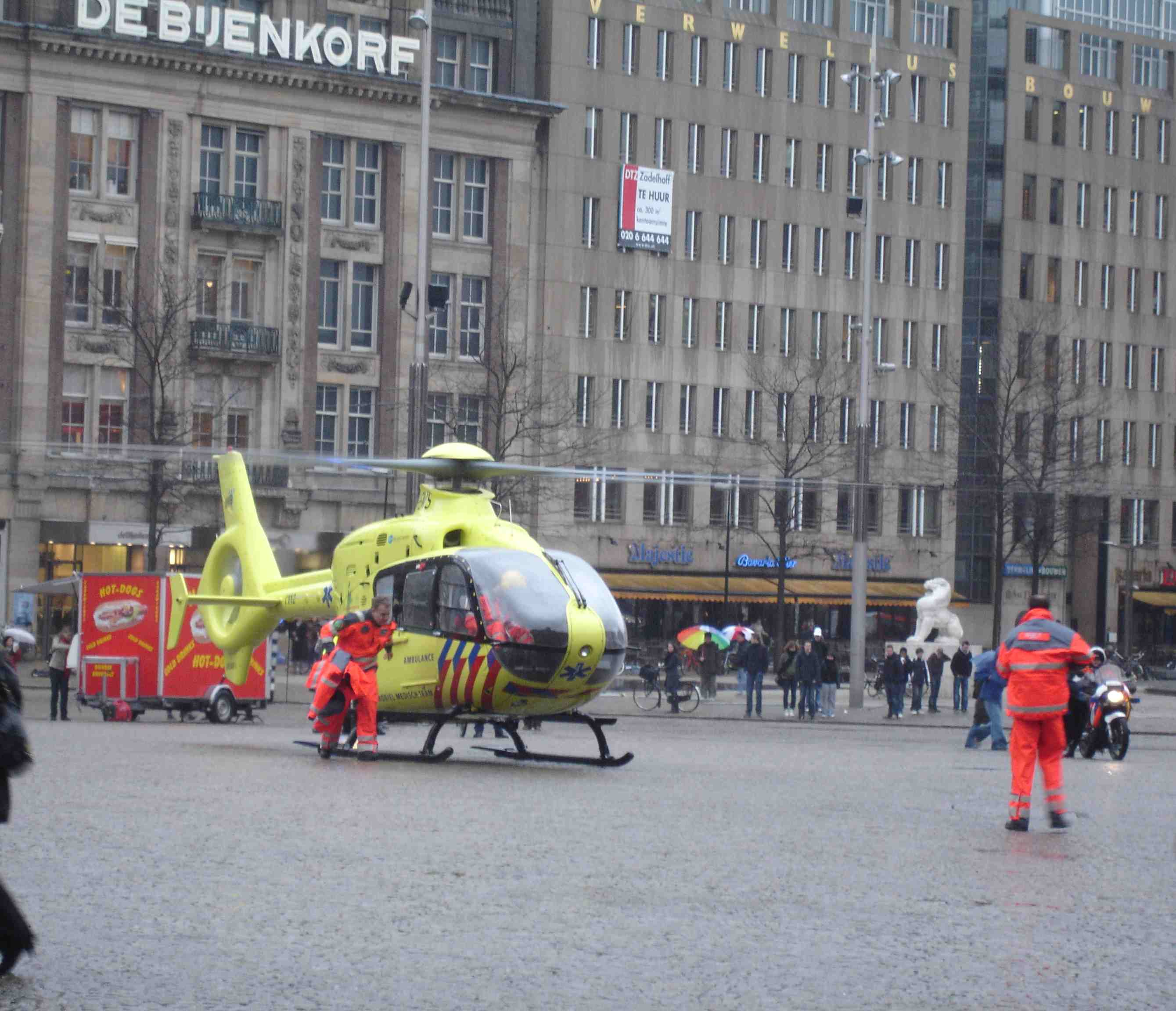
Inzet in Amsterdam

#### Functie van de arts
De  MMT-arts vormt de kern van het team. Hij/zij vult de reguliere ambulancezorg aan met medisch-specialistische kennis en handelingen. Deze aanvulling is vooral noodzakelijk als het gaat om zogenaamde ABC instabiele patiënten; patiënten met een bedreigde luchtweg (Airway), ademhaling (Breathing) of bloedsomloop (Circulation). Wanneer een van deze vitale functies niet of verminderd aanwezig is, is het noodzakelijk dat deze zo snel mogelijk hersteld wordt. Een MMT-arts kan hier, met behulp van zijn/haar kennis en een aantal handelingen aan bijdragen. Ook bij een langdurig beknelde patiënt kan de MMT-arts van meerwaarde zijn voor de zorg aan het slachtoffer.
Een voorbeeld van die meerwaarde is intubatie, het inbrengen van een buis in de luchtweg om te kunnen beademen. Binnen de reguliere ambulancezorg kan en mag een ambulanceverpleegkundige wel intuberen, maar alleen als dit mogelijk is zonder narcose. Veel MMT-artsen hebben een achtergrond binnen de anesthesiologie. Andere specifieke verrichtingen, die door een MMT-arts uitgevoerd mogen worden, zijn onder andere het inbrengen van een thoraxdrain (een siliconen slangetje dat wordt ingebracht in de borstholte om bloed en/of lucht weg te laten lopen zodat de patiënt beter kan ademen), het toedienen van infuusvloeistoffen om zwelling van de hersenen tegen te gaan en/of de bloedsomloop tijdelijk te ondersteunen, en het uitvoeren van een aantal chirurgische ingrepen op straat, zoals amputaties van extremiteiten om bij een ernstige beknelling in combinatie met een levensbedreigende bloeding bevrijding mogelijk te maken.

#### Functie van de verpleegkundige
Tijdens de vlucht in de helikopter heeft de verpleegkundige een ondersteunende vliegtechnische taak. De belangrijkste taak is de navigatie, maar alle verpleegkundigen zijn ook in het bezit van het RT-certificaat en mogen de communicatie met de luchtverkeersleiding overnemen. Daarnaast assisteren zij de vlieger bij het doorlopen van de checklists en de noodprocedures. Daartoe heeft hij/zij een aanvullende opleiding gevolgd en worden jaarlijks bijgeschoold en gecheckt. In tegenstelling tot de arts (die luchtvaarttechnisch slechts een passagier is) is de verpleegkundige een 'crew member'. Samen met de piloot zorgt de verpleegkundige ervoor dat het team zo snel mogelijk op de plaats van bestemming arriveert. De verpleegkundige wordt in luchtvaarttermen ook wel HEMS (Helicopter Emergency Medical Services) Crewmember genoemd. Wanneer de helikopter niet kan vliegen (door weersomstandigheden of door technische storingen) of als tijdens nachtelijke uren de ongevalslocatie in een bepaalde straal valt, gaat het MMT per auto naar het ongeval. De MMT's van Amsterdam en Groningen (LL1 en LL4) maken in dat geval gebruik van een ambulancechauffeur/HLO om het MMT voertuig te besturen. Bij de MMT's van Rotterdam en Nijmegen (LL2 en LL3) besturen de verpleegkundigen het voertuig. Zij hebben hiertoe een aanvullende rijopleiding gevolgd.
Tijdens de behandeling assisteert de verpleegkundige de arts en vult samen met de arts de aanwezige ambulancebemanningen aan. De verpleegkundigen van het MMT zijn allen ambulance- of SEH-verpleegkundigen en hebben daarnaast vaak ook een achtergrond binnen de anesthesie en/of IC. Dit betekent dat de verpleegkundige, net als de arts en de ambulancebemanning, ook buiten het MMT-werk vaak met 'vitaal bedreigde' patiënten te maken heeft.

#### Functie van de piloot
De piloot zorgt voor het besturen van de helikopter. De piloot heeft veel vliegervaring opgedaan bij de marine, luchtmacht of, (heel soms) bij civiele helikoptervluchten voordat hij/zij met de traumahelikopter mag vliegen. Dit moet ook wel omdat het vliegen met de traumaheli veel druk met zich meebrengt. Vaak hoort de piloot ook pas in de helikopter waar de vlucht heen gaat en moet hij/zij landen op plaatsen waar dit niet gebruikelijk is. Alle lifeliners zijn 24 uur per dag inzetbaar en kunnen dus ook nachtvluchten maken. Verder kan de piloot ondersteuning geven door allerlei zaken rondom het slachtoffer en het vervoer te regelen (net als een ambulancechauffeur). De piloot is verantwoordelijk voor de helikopter als het MMT op de plaats van een ongeval is. Aan boord van de helikopter is de piloot degene die de leiding heeft en hiermee ook de verantwoordelijkheid.

#### Functie van de HLO/Chauffeur
Een Helikopter Landing Officer (of Heli Landing Officier) assisteert bij de landing bij het ziekenhuis en is tevens chauffeur van het MMT-voertuig als het MMT dit voertuig gebruikt (bij LL1 en LL4). Dit voertuig moet bestuurd worden door een ervaren ambulancechauffeur of een verpleegkundige die opgeleid is om met optische en akoestische signalen te rijden. Een HLO is zo'n chauffeur.
Wanneer het MMT een inzet per helikopter heeft, zal iemand moeten instaan voor de veiligheid. Over het algemeen staan de helikopters op een vliegveld, maar wanneer een helikopter op een ziekenhuis landt dient men een HLO ter beschikking te hebben. Deze heeft een extra opleiding gevolgd als brandwacht. Wanneer er tijdens de opstijg- of landingsprocedure iets mis gaat, kan hij of zij afhankelijk van de situatie ingrijpen. Deze functie is te vergelijken met de vliegveldbrandweer.

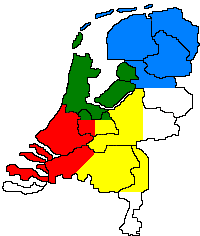
De witte gedeelten worden onderhouden door België en Duitsland, de regio's van België en Duitsland die door de Nederlandse helikopters bediend worden zijn niet weergegeven.

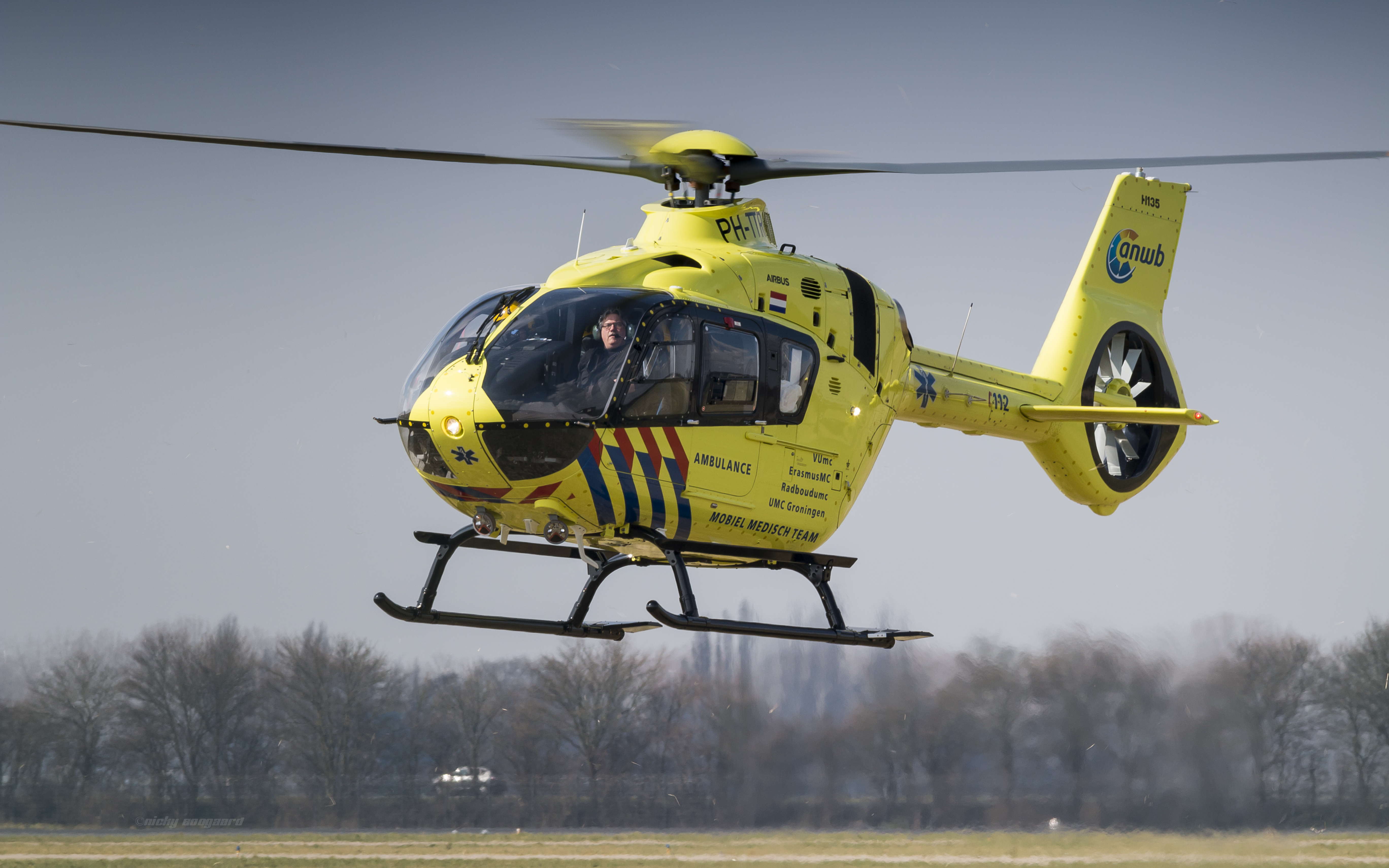
Lifeliner 1

## Locatie MMT's

### Traumacentra
In totaal zijn er tien traumacentra in Nederland, te weten:
- Amsterdam (AmsterdamUMC)
- Enschede (Medisch Spectrum Twente)
- Groningen (Universitair Medisch Centrum Groningen)
- Leiden (Leids Universitair Medisch Centrum)
- Maastricht (Maastricht UMC+)
- Nijmegen (Radboudumc)
- Rotterdam (Erasmus MC)
- Tilburg (ETZ St. Elisabeth Ziekenhuis)
- Utrecht (Universitair Medisch Centrum Utrecht)
- Zwolle (Isala-klinieken)

### Helikopter-MMT's
De afkorting van Lifeliner is LL of LFL. De helikopters wisselen regelmatig van standplaats door onderhoudschema's. Genoemde registraties is de situatie op 4 oktober 2022.
| Standplaats      | Amsterdam Lifeliner 1 (Amsterdam Heliport) | Rotterdam Lifeliner 2 (Vliegveld R'dam) | Nijmegen Lifeliner 3 (Vliegbasis Volkel) | Groningen Lifeliner 4 (Vliegveld Eelde) |
| ---------------- | --- | --- | --- | --- |
| Dekkende regio's | Noord-Holland, Noord-Utrecht en Flevoland | Zeeland, Zuid-Holland, West-Noord-Brabant en Zuidwest-Utrecht | Zuid- en Oost-Noord-Brabant, Gelderland, Noord-Limburg, Zuidoost-Utrecht | Groningen, Friesland, Drenthe, IJsselland, Noord-Flevoland en Waddeneilanden (excl. Texel) |
| Kleur in kaartje | Groen | Rood | Geel | Blauw |
| Helikopter       | EC-135 T2+ | H135 P3 | H135 P3 | H135 P3 |
| Registratie      | PH-LLN | PH-UMC | PH-HVB | PH-DOC |
| Eigenaar         | ANWB MAA | ANWB MAA | ANWB MAA | ANWB MAA (vroeger i.s.m. ADAC) |
| Squawk code      | 6221 | 6222 | 6223 | 6224 |
| Roepnummer       | 13-991 | 17-992 | 08-993 | 01-994 |
| P2000 Capcode    | 0120901 | 1420059 | 0923993 | Oproep via C2000 |
| Oproepbaarheid   | De helikopters Lifeliner 1 (Amsterdam), Lifeliner 2 (Rotterdam), Lifeliner 3 (Volkel) en Lifeliner 4 (Groningen) zijn sinds 2011 24/7 inzetbaar, mits het weer het toestaat. Anders wordt gebruikgemaakt van het MMT-voertuig. | De helikopters Lifeliner 1 (Amsterdam), Lifeliner 2 (Rotterdam), Lifeliner 3 (Volkel) en Lifeliner 4 (Groningen) zijn sinds 2011 24/7 inzetbaar, mits het weer het toestaat. Anders wordt gebruikgemaakt van het MMT-voertuig. | De helikopters Lifeliner 1 (Amsterdam), Lifeliner 2 (Rotterdam), Lifeliner 3 (Volkel) en Lifeliner 4 (Groningen) zijn sinds 2011 24/7 inzetbaar, mits het weer het toestaat. Anders wordt gebruikgemaakt van het MMT-voertuig. | De helikopters Lifeliner 1 (Amsterdam), Lifeliner 2 (Rotterdam), Lifeliner 3 (Volkel) en Lifeliner 4 (Groningen) zijn sinds 2011 24/7 inzetbaar, mits het weer het toestaat. Anders wordt gebruikgemaakt van het MMT-voertuig. |

Het is mogelijk dat een MMT naar een gebied binnen Nederland vliegt dat buiten de dekking valt. In dit geval is de voor die regio vliegende Lifeliner bijvoorbeeld al ingezet voor een andere inzet binnen dat gebied of tijdelijk buiten dienst. In dat geval neemt een ander MMT de inzet over. Bij zeer ernstige incidenten worden soms ook meerdere MMTs ingezet. Een voorbeeld hiervan is het ongeval met Turkish Airlines-vlucht 1951 nabij Schiphol/snelweg A9 in februari 2009. Daar waren drie van de vier MMTs actief.

#### Inzet buitenlandse helikopters in Nederland
Bepaalde gebieden in Nederland liggen buiten het bereik van een Nederlandse heli-MMT en maken daarom gebruik van buitenlandse helikopters. In Zeeuws-Vlaanderen wordt gebruik gemaakt van de Belgische MUG-helikopter van het IMDH, gestationeerd op het AZ Sint-Jan in Brugge, een Eurocopter EC-135.
Overdag wordt in de regio Zuid-Limburg gebruikgemaakt van de Duitse EC-135 helikopter "Christoph Europa 1" van de ADAC van Flugplatz Aachen-Merzbrück bij Würselen, en in delen van Overijssel wordt de "Christoph Europa 2" van de ADAC uit Rheine ingezet.

#### Inzet Nederlandse helikopters in het buitenland
Het MMT Nijmegen, dat vanuit Vliegbasis Volkel opereert, doet ook dienst in de regio Kreis Kleve en Kreis Borken. Lifeliner 4 (Groningen) is ook actief in het Duitse district Leer, inclusief het waddeneiland Borkum.

#### Lifeliners volgen op luchtvaartradio
De Lifeliners die in Nederland vliegen, zijn legaal te volgen op een luchtvaartscanner. De Lifeliners maken gebruik van de frequenties voor de lagere luchtvaart waar ook andere civiele helikopters en kleine vliegtuigen zoals Cessna's op te horen zijn. Voor een duidelijk overzicht welke frequentie in welk gebied gebruikt wordt. De twee hoofdzakelijke frequenties waarop o.a. de MMT's te horen zijn;
- 124.300 Amsterdam Flight Information Over Land.
- 132.350 Dutch Mil Info.

Als het MMT zich binnen het gebied van een bemand vliegveld bevindt, dan is deze te horen op de (primary) Tower frequentie van het desbetreffende vliegveld. Voor Amsterdam is dat 119.225.

#### ANWB Medical Air Assistance

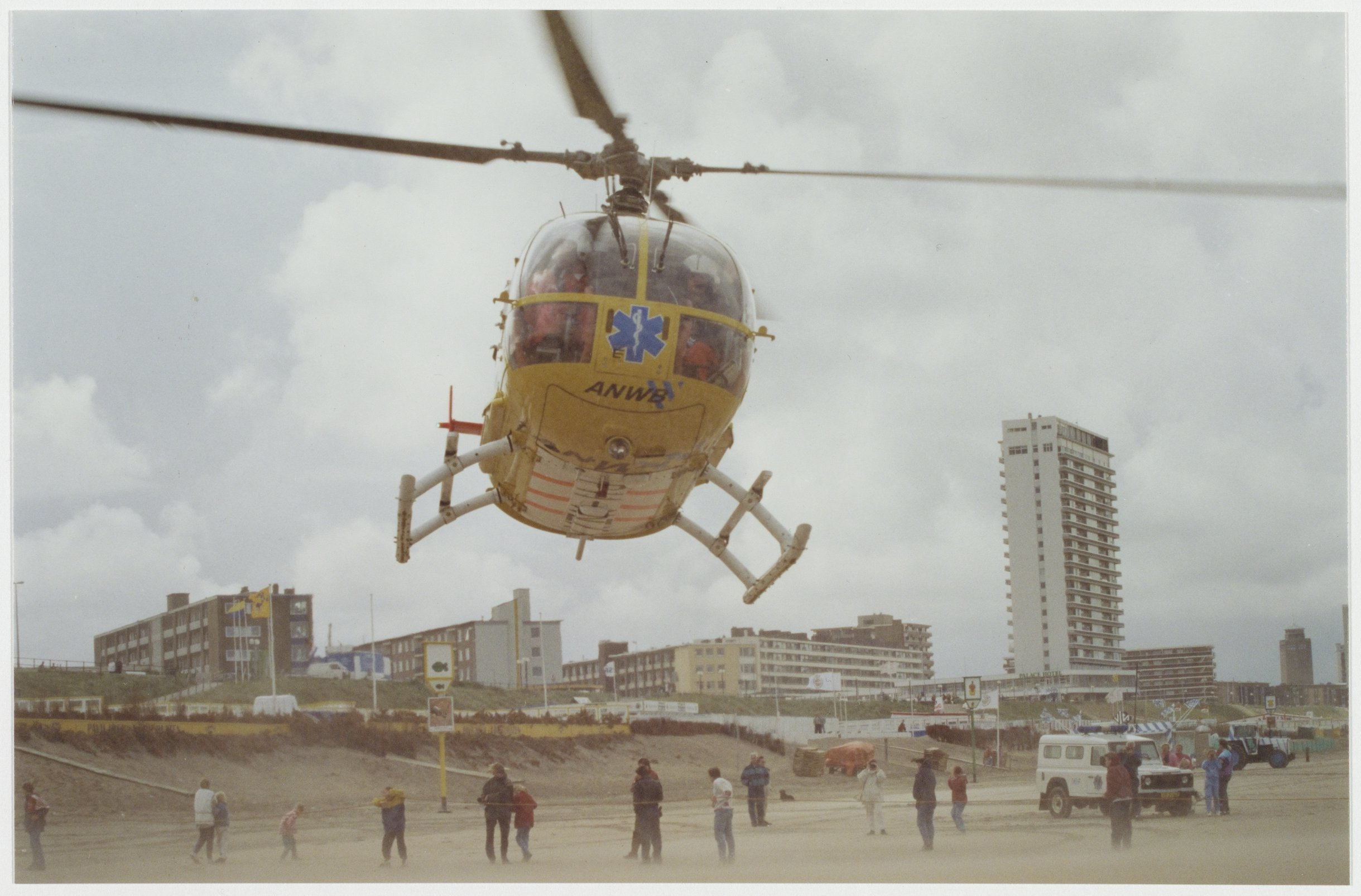
Een MBB Bo105 op Zandvoort. 1995

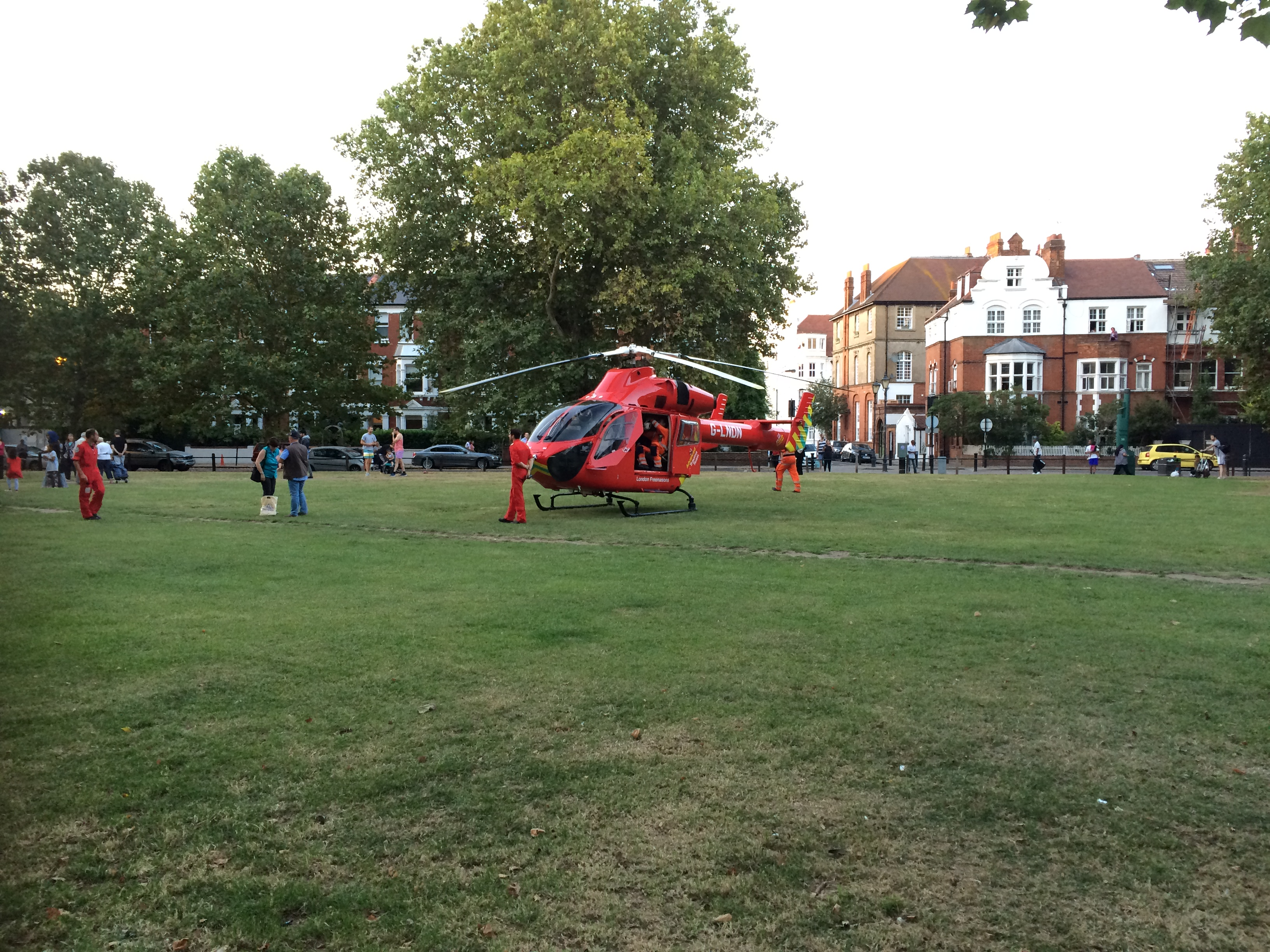
Engelse md 902 Explorer in ambulance uitvoering.

Alle Nederlandse MMT helikopters zijn eigendom van en worden ingezet door ANWB Medical Air Assistance, dat voor 100% dochter van de ANWB is.
De vloot van ANWB Medical Air Assistance bestaat in 2020 uit tien helikopters. Acht van het type Eurocopter EC-135, met de registraties , PH-ELP, PH-ULP, PH-MAA, PH-HVB, PH-TTR, PH-DOC, PH-LLN, en PH-UMC. De eerste, PH-ELP en PH-ULP, werden in 2004 in gebruik genomen en de laatste, PH-UMC, werd in juli 2020 in gebruik genomen. Na volledige indienststelling van de PH-LLN en de PH-UMC zullen de PH-ELP en PH-ULP worden verkocht.
Twee helikopters van het grotere type Eurocopter EC145 met de registraties PH-OOP en PH-HOW worden als ambulance gebruikt voor patiëntenvervoer vanaf de Waddeneilanden. Eén toestel staat paraat op Vliegbasis Leeuwarden en de tweede is reserve en staat in principe gestald op Vliegbasis Leeuwarden of op Lelystad Airport. Dit zijn geen Mobiel Medisch Teams.
Vanaf 24 maart 2020 werd de Eurocopter EC145 met registratienummer PH-HOW (tijdelijk de PH-OOP) als vijfde traumahelikopter ingezet vanwege de coronapandemie om intensivecarepatiënten tussen ziekenhuizen te vervoeren. De helikopter, die vanwege zijn omvang oorspronkelijk voor waddenvervoer werd gebruikt, was sindsdien op Vliegbasis Volkel gestationeerd. Vanaf eind december 2020 was dit Vliegbasis Leeuwarden van waaruit deze helikopter het transport verzorgde met personeel van zowel MMT Nijmegen als de Medic ambulancehelikopter.
Op 19 juli 2023 veranderde de standplaats van Lifeliner 1 van VUmc naar Amsterdam Heliport.

#### Registraties helikopters van ANWB Medical Air Assistance
| Registratie | Type                        | Serienummer | Verklaring registratie       | In dienst | Uit dienst | Opmerking                                                    |
| ----------- | --------------------------- | ----------- | ---------------------------- | --------- | ---------- | ------------------------------------------------------------ |
| PH-NZY      | MBB BO-105                  | S-702       |                              | 1995      | 1996       |                                                              |
| PH-NZX      | MBB BO-105                  | S-703       |                              | 1995      | 1996       |                                                              |
| PH-KHD      | MBB BO-105                  | S-324       |                              | 1996      | 2005       |                                                              |
| PH-KHE      | MBB BO-105                  | S-329       |                              | 1996      | 2005       | Tentoongesteld in Aviodrome                                  |
| PH-RVD      | MD-902 Explorer             |             |                              | 2001      | 2004       |                                                              |
| PH-SHF      | MD-902 Explorer             |             |                              | 2001      | 2005       |                                                              |
| PH-ELP      | Eurocopter EC135 T2         | 0370        | "HELP"                       | 2005      | 2020       |                                                              |
| PH-EMS      | Eurocopter EC135 T2         | 0374        | "Emergency medical services" | 2005      | 2014       |                                                              |
| PH-ULP      | Eurocopter EC135 T2         | 0376        | "HULP"                       | 2005      | 2020       |                                                              |
| PH-MAA      | Eurocopter EC135 T2+        | 0532        | "Medical Air Assistance"     | 2007      |            |                                                              |
| PH-HVB      | Eurocopter EC135 T2+        | 0811        | "Hulp van boven"             | 2009      |            |                                                              |
| PH-MMT      | Eurocopter EC135 P2+        | 0871        | "Mobiel medisch team"        | 2009      | 2019       | 2020: D-HXAE (ADAC)                                          |
| PH-OOP      | Airbus Helicopters H145     | 20063       | "HOOP"                       | 2016      |            |                                                              |
| PH-HOW      | Airbus Helicopters H145     | 20082       | "Hulp op Waddeneilanden"     | 2016      |            | Aangeschaft door de RAV Fryslan, ANWB beheert de helikopter. |
| PH-TTR      | Airbus Helicopters EC135 P3 | 2041        | "To the rescue"              | 2018      |            |                                                              |
| PH-DOC      | Airbus Helicopters EC135 P3 | 2095        | "Doctor"                     | 2019      |            |                                                              |
| PH-LLN      | Airbus Helicopters EC135 P3 | 2115        | "Lifeliner"                  | 2020      |            | Vervanging van de PH-ELP                                     |
| PH-UMC      | Airbus Helicopters EC135 P3 | 2117        | "Urgent Medical Care"        | 2020      |            | Vervanging van de PH-ULP                                     |
| PH-???      | Airbus Helicopters EC135 P3 |             |                              | 2021      |            | Vervanging van de PH-MAA                                     |
| PH-???      | Airbus Helicopters EC135 P3 |             |                              | 2021      |            | Vervanging van de PH-HVB                                     |

## Voertuigen
Als het MMT geen gebruik kan maken van de helikopter, bijvoorbeeld door slecht weer, verplaatst het MMT zich met het MMT-voertuig. Het voertuig kan ook gebruikt worden als het MMT ingezet wordt op een plek waar de helikopter niet kan landen, zoals in een dichtbebouwde binnenstad. In 2001 kregen de MMT's de beschikking over een Mercedes-Benz Vito die door het ministerie van Binnenlandse Zaken in bruikleen werd gegeven aan de traumacentra. Anno 2022 rijden twee van de vier MMT's in een Audi Q7 (Amsterdam, Rotterdam), één in een Volkswagen Touareg (Groningen) en één in een Volvo XC90 (Nijmegen).

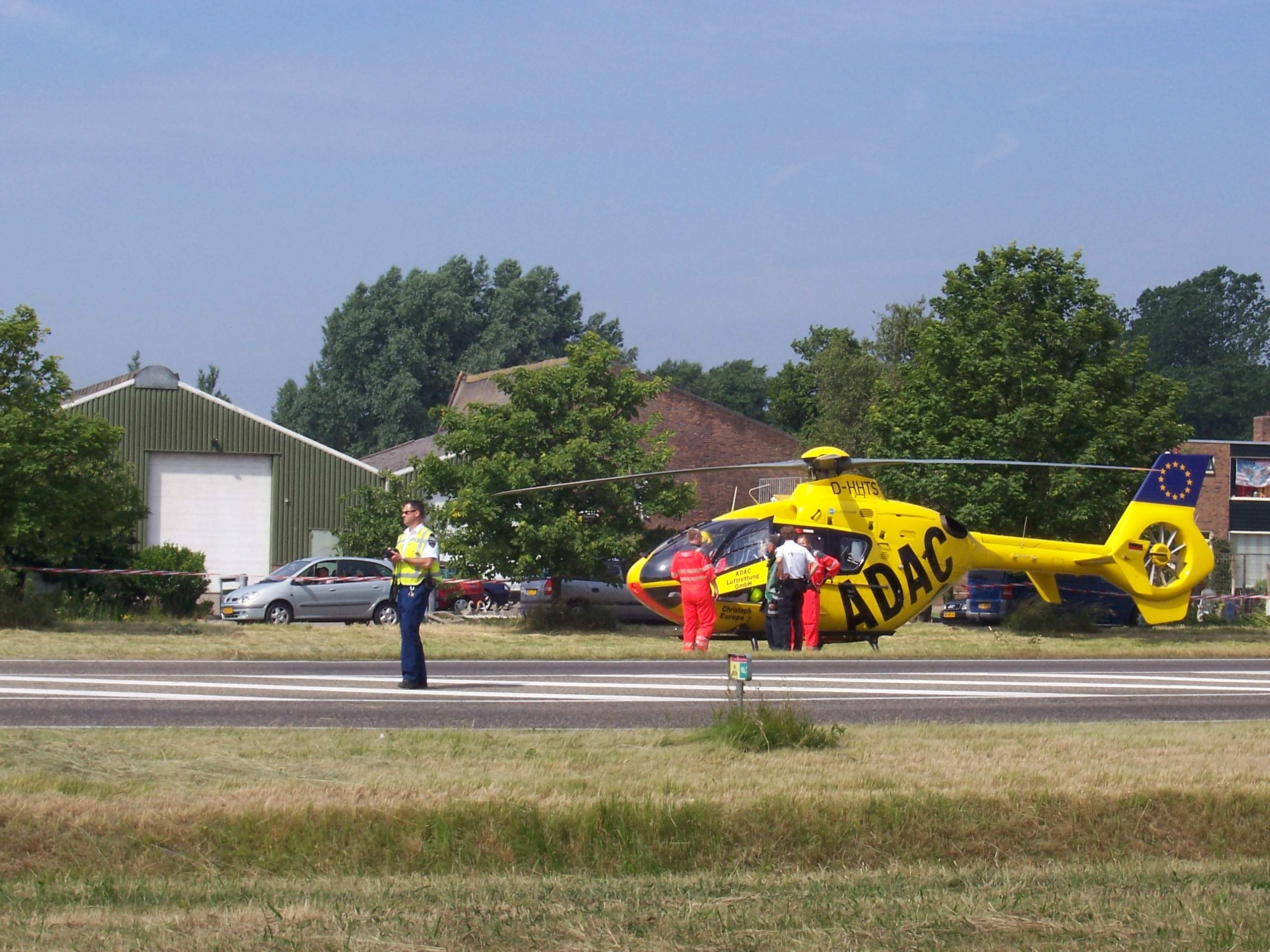
Duitse ADAC-helikopter, ingezet bij een ernstig ongeval in 2008, te Katwijk aan den Rijn, nabij voormalig Vliegkamp Valkenburg. De helikopter had kunnen landen op het LUMC, maar de slachtoffers werden per ambulance vervoerd.

Het voertuig heeft grotendeels dezelfde uitrusting als de helikopter. Het MMT-voertuig is alleen ingericht voor het vervoer van de MMT-leden en het materiaal. Er zit geen brancard in waarmee een patiënt kan worden vervoerd, zoals bij een normale ambulance. Het MMT-voertuig is net als de helikopter uitgerust met een C2000-mobilofoon als onderdeel van het digitale communicatienetwerk voor de hulpdiensten.
Naast de verschillen in uitrusting is er ook een beperkt verschil in werkwijze. Zo heeft de chauffeur, in tegenstelling tot de piloot, ook een verpleegkundig-assisterende opleiding genoten. Hierdoor kan hij bij een inzet ook medisch assisteren. Er wordt altijd een ambulance tegelijk met het MMT opgeroepen. Omdat het MMT-voertuig geen patiënten mee kan nemen, gaat de MMT-arts vaak met de patiënt mee in de ambulance. Het MMT is dan tot de terugkomst van de arts niet voor andere oproepen inzetbaar.

### Grondgebonden mobiele medische teams
Naast de MMT's met helikopter zijn er twee grondgebonden MMTs. Deze teams hebben geen beschikking over een helikopter maar wel een MMT-voertuig. De veiligheidsregio's Twente en Utrecht beschikken over een grondgebonden MMT. Zij zijn echter alleen assisterend aan een heli-MMT dus zullen bij grotere incidenten en rampen worden ingezet. De roepnummers van de grondgebonden MMT's zijn 05-985 (Twente) en 09-901 (Utrecht). Beide voertuigen zijn Mercedes Benz ML 250's, en worden beheerd door de Acute Zorg Euregio (05-985) en de RAV Utrecht (09-901).

## Tassen
Een MMT beschikt onder andere over de rode en blauwe rugzak met benodigdheden. De inventaris van de tassen is ingedeeld volgens de ABCDE-methode en bevat materiaal voor het verrichten van levensreddende medische handelingen, zoals medicamenten, beademingsapparatuur, middelen om ernstige bloedingen mee te behandelen, en diverse instrumenten voor het verrichten van chirurgische ingrepen.

## Helikopters

### Geschiedenis in Nederland
De eerste proeven in Nederland met het vervoer van een verkeersslachtoffer per helikopter vonden plaats in 1967. Van Rijksweg 12 naar ziekenhuis Ope Dei te Woerden (tegenwoordig Antonius Ziekenhuis genoemd en daarvoor Zuwe Hofpoort) en van Rijksweg A4 naar het Bronovoziekenhuis in Den Haag. Deze proeven werden georganiseerd door het tijdschrift "Rijdend Nederland" in samenwerking met de Koninklijke Landmacht, de chirurg van het Ope Dei Ziekenhuis, dr. J. Dijkstra en de staf van het Bronovoziekenhuis. De rol die de helikopter in de eerste hulpverlening - jaren later - zou worden toebedeeld kreeg met deze proeven voor het eerst gestalte.
In 1995 organiseerden de ANWB en de GG&GD Amsterdam een proef met een helikopter voor spoedeisende medische hulpverlening. In 1998 heeft het ministerie van Volksgezondheid de verantwoordelijkheid overgenomen, en nu zijn in Amsterdam, Rotterdam, Nijmegen en Groningen Mobiele Medische Teams per helikopter actief. De helikopters vallen sinds een aantal jaar allemaal onder beheer van de ANWB. De helikopter in Groningen berustte eerder op een leasecontract bij de Duitse ADAC (zusterorganisatie van de ANWB in Duitsland).
Sinds december 2010 zijn de vier Nederlandse traumahelikopters 24/7 inzetbaar.

### Typen
De Nederlandse Lifeliners zijn van het type EC-135 en, net als een deel van de Duitse ADAC-helikopters, gefabriceerd door de firma Eurocopter. In het verleden waren Lifeliner 1 en 2 van het type Bölkow Bo 105. De Lifeliner 3 was van het type MD902 Explorer. Vanwege gewijzigde Europese regelgeving zijn deze in 2004 vervangen door EC-135's. Sinds 1 februari 2006 is Lifeliner 3 uitgerust met nachtzichtapparatuur om ook 's nachts te kunnen vliegen. Sinds 2011 zijn alle Lifeliners 24 uur per dag paraat. Als reserve-eenheid is er een vijfde helikopter die langs de vier standplaatsen rouleert. In 2018 is daar een zesde bijgekomen van het type Airbus H135. In 2019 en 2020 zijn er nog drie exemplaren van dit type geleverd en er komen er nog twee. MAA beschikt nu in totaal over acht helikopters. De helikopters PH-ELP en PH-ULP zijn verkocht. Twee helikopters, PH-HVB en PH-MAA, zullen worden ingezet als reserve-heli's.

## Oproepcriteria
Binnen de oproepcriteria wordt onderscheid gemaakt tussen een:
- Primaire oproep
- Secundaire oproep

Bij een primaire oproep wordt vanuit de Meldkamer Ambulancezorg, bij binnenkomst van de melding al bepaald dat inzet van het MMT noodzakelijk is.
Bij een secundaire oproep bepaalt een ter plaatse gekomen ambulance dat de inzet van het MMT alsnog noodzakelijk is.
In tegenstelling tot wat veel mensen denken, worden patiënten, ondanks de beschikbaarheid van een helikopter, vaak toch nog per ambulance vervoerd. De nadruk ligt op het snel ter plaatse kunnen starten met een medische behandeling, niet op het sneller naar een ziekenhuis kunnen brengen. De MMT-arts werkt nauw samen met de ambulanceverpleegkundige tijdens het transport naar het dichtstbijzijnde geschikte ziekenhuis. Dit heeft te maken met o.a. de toestand van de patiënt. Alleen wanneer significante tijdwinst behaald kan worden, wordt een patiënt per helikopter vervoerd. Ook wordt gekeken naar de medische stabiliteit van de patiënt. 

#### Primaire criteria
- grootschalige ongevallen
- trein- of vliegtuigongevallen (inclusief aanrijding door trein)
- ongeval met meer dan één slachtoffer waarvan één overleden
- uit voertuig geslingerd
- aanrijding voetganger/fietser/motor met meer dan 30 km/uur
- ongeval waarbij slachtoffer is overreden (kinderen) door auto
- ongeval met beknelling (verkeer/bedrijf)
- val van hoogte (> vijf meter)
- verdrinking (incl. onder het ijs geraakt)
- bedelving incl. hoofd en/of borst
- ontploffing
- ongeval met elektriciteit of blikseminslag
- ongeval met blootstelling aan giftige stoffen
- brand met rookvergiftiging/inhalatietrauma
- ernstige brandwonden > 15% of 10% in combinatie met andere letsels
- acuut bedreigde ademweg (hoofd/halstrauma, oedeem, opzwelling (allergie), corpus alienum (vreemd voorwerp in lichaamsdeel))
- traumatische dwarslaesie
- thoraxtrauma met respiratoire insufficiëntie
- penetrerend letsel schedel, thorax of abdomen (buik) (o.a. schot/steekwonden)
- open fracturen/crushletsel van bekken, bovenbeen of wervelkolom
- traumatische amputatie (gedeelte) arm of been
- niet te stelpen bloedingen met (dreigende) shock
- auto te water
- op basis van traumascore RTS<12 (Revised Trauma Score) en of GCS<9 of PTS (Pediatric TraumScore) = <10

#### Secundaire criteria
Wanneer het ambulancepersoneel ingreep van een arts ter plaatse noodzakelijk acht, wanneer deze zelf de patiënt wegens uiteenlopende letsels (bijvoorbeeld bij niet te stelpen bloedingen) niet stabiel kan krijgen en zo niet kan vervoeren, kan deze het MMT oproepen. Dit heet een Secundair Criterium.

#### Grootschalige Geneeskundige Bijstand (GGB)
In het verleden (tot 1 januari 2016) werd gesproken van het GNK (Geneeskunde-combinatie), daar kon bij het voorkomen of afhandelen van een groot ongeval of een ramp het MMT ingezet worden als onderdeel van een Geneeskundige Combinatie (Gnk-C). In een dergelijk geval werken zij samen ingezet met een zogenaamd AMBU-team en een SIGMA-team. Met de komst van het GGB is de Gnk-C en zijn de bijbehorende AMBU- en SIGMA-teams vervallen.
Vanaf 1 januari 2016 bestaat een nieuwe opzet voor de afhandeling voor de grootschalige incidenten, namelijk de Grootschalige Geneeskundige Bijstand (GGB). Dit protocol treedt in werking (afhankelijk van de regio) vanaf tien tot dertig slachtoffers. Een OvD-G (Officier van Dienst-Geneeskundig) kan ook in andere situaties doen besluiten het GGB te activeren, dit kan op basis van verwachtte letsels of uit voorzorg (bijvoorbeeld een ontruiming).
Het GGB bestaat uit verschillende eenheden die binnen maximaal één uur operationeel op locatie functioneren. Er wordt samengewerkt tussen Ambulanceregio's (RAV's), Noodhulpteams (NHT-team van het Rode Kruis) en GGB-teams van de RAV.

## Kritiek
Sinds het daadwerkelijk operationeel worden van de helikopter MMT's in Nederland, werden vanuit de medische wereld vraagtekens gezet bij de kosten-effectiviteit van deze vorm van hulpverlening voor een land als Nederland. Daar waar in andere landen sprake is van veel grotere afstanden tussen slachtoffer en traumacentrum, kent Nederland nauwelijks het probleem van grote afstanden of lange reistijden. Daarnaast was het de vraag of de kosten per gewonnen levensjaar als gevolg van de inzet van een MMT in verhouding staan tot de kosten die de Gezondheidsraad voor een medische interventie als maximum heeft berekend en die op ongeveer 80.000 euro liggen.
Onderzoek heeft uitgewezen dat MMT's in Nederland kostenefficiënt zijn. Tevens is aangetoond dat in de Nederlandse situatie er per 100 MMT inzetten 5,3 levens gespaard worden. Kinderen hebben een betere overlevingskans als er een Mobiel Medisch Team is ingezet, met name bij een luchtwegprobleem. Ook het onderzoek van G. Giannakopoulos (Proefschrift 2012, VU) laat zien dat inzet van een MMT de overlevingskans kan verhogen.

## België
In België kent men mobiel medische teams onder de naam Mobiele Urgentiegroep (MUG). Deze hebben echter andere inzetcriteria.

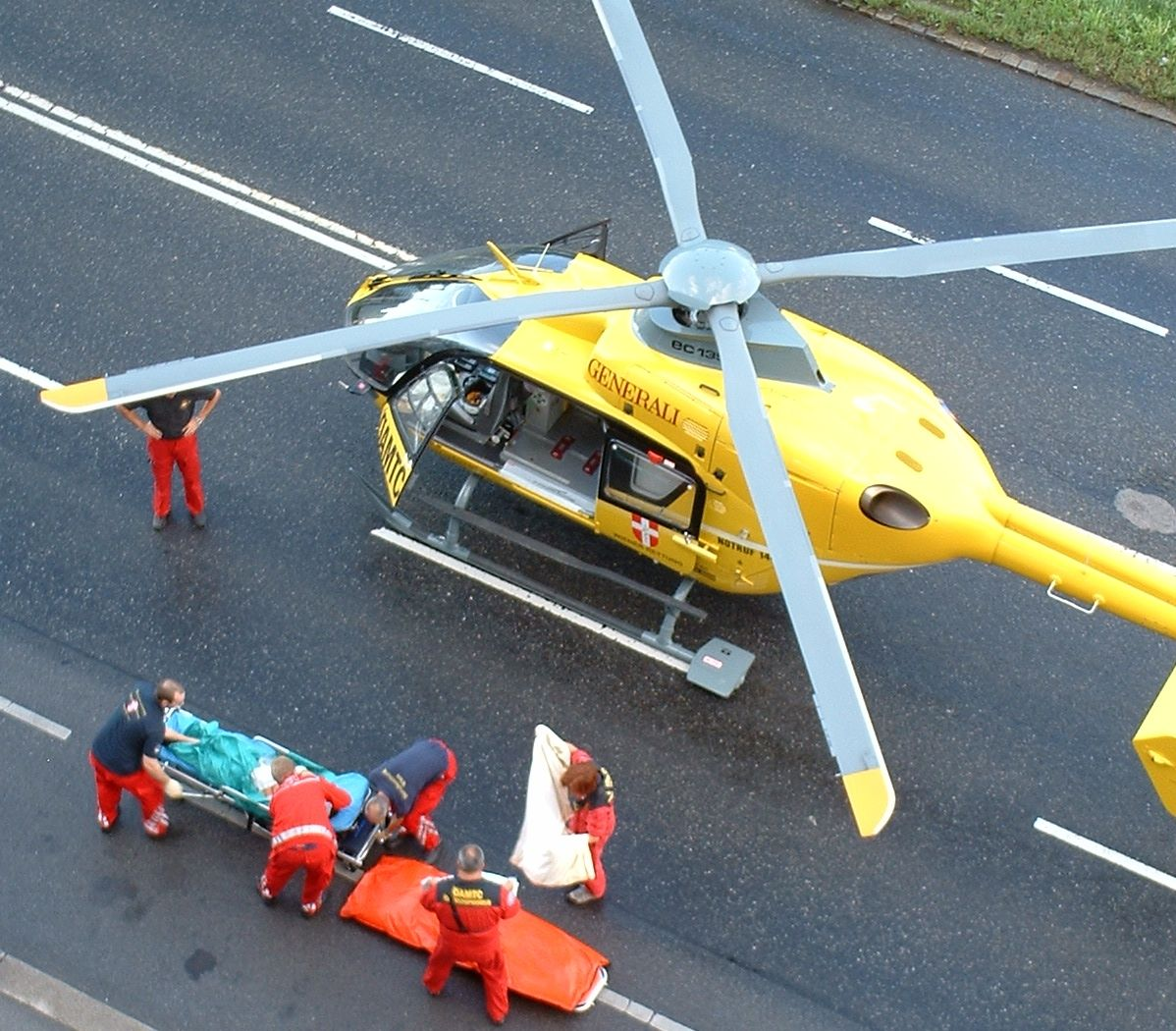
Team in actie

## Trivia
- Adri Burghout heeft een aantal jeugdboeken geschreven die over Lifeliner 2 gaan (soms komen andere Lifeliners aan bod).